# Terjun
Terjun is een bestuurslaag in het regentschap Medan van de provincie Noord-Sumatra, Indonesië. Terjun telt 30.608 inwoners (volkstelling 2010).